# Backstreet Boys (álbum)
Backstreet Boys é o álbum de estreia da banda estadunidense homônima lançado em 6 de maio de 1996 na Europa. Como ele foi editado várias vezes conforme a popularidade da banda crescia, possui versões diferentes nos Estados Unidos, Canadá e Ásia.
Antes do lançamento, os Backstreet Boys tiveram sua primeira apresentação no SeaWorld, em Orlando em 8 de maio de 1993. O grupo continuou a se apresentar em vários locais durante o verão de 1993, desde shoppings a restaurantes. Com uma mudança de empresário no outono, começaram a fazer turnês por escolas nos Estados Unidos (incluindo a antiga escola de Littrell, Tates Creek High School), construindo uma base de fãs enquanto tentavam conseguir um contrato com uma gravadora.
A Mercury Records quase assinou com eles em 1993, mas o acordo fracassou no último minuto porque o artista de longa data da Mercury, John Mellencamp, ameaçou deixar a gravadora se eles entrassem no negócio de boy bands. No entanto, em fevereiro de 1994, Jeff Fenster (então vice-presidente sênior A&R Zomba/JIVE Records) e David Renzer (então vice-presidente sênior/GM da Zomba Music Publishing) viram o grupo se apresentando em uma escola secundária em Cleveland e assinaram com eles seu primeiro contrato de gravação.
No final de dezembro de 1994, o grupo voou para a Suécia para gravar algumas músicas com Max Martin e Denniz PoP, entre elas "We've Got It Goin' On", que acabou sendo seu primeiro single, e completou seus trabalhos com as gravações em janeiro de 1995. "We've Got It Goin' On" foi enviado para as rádios em agosto de 1995 e foi lançada como single físico em 5 de setembro de 1995. Na América do Norte, o evento do Mix 96 em Montreal projetou o grupo para o sucesso, e fez com que alguns radialistas os conhecessem. A canção foi um pequeno sucesso nos Estados Unidos, alcançando apenas a 69ª posição em dezembro de 1995, mas entrou no top 5 na Alemanha, Suíça, Áustria, França e Holanda. O sucesso europeu os enviou para o continente em uma turnê de verão e mudou o direcionamento de sua carreira, conduzindo-os a fazer sua turnê promocional naquela região.
O grupo terminou de gravar seu primeiro álbum Backstreet Boys na primavera de 1996, e foi lançado internacionalmente em 6 de maio de 1996, excluindo os Estados Unidos e Canadá; no entanto, acabou sendo lançado posteriormente no último país citado em outubro de 1996.
Sua popularidade cresceu na Europa. "I'll Never Break Your Heart" alcançou o status de ouro na Alemanha por vender 250.000 cópias e o Backstreet Boys foi eleito o grupo internacional nº 1 no país, em 1996. Também ganharam seu primeiro disco de platina na Alemanha em 1996 por vender 500.000 cópias de seu álbum de estreia. Pouco depois,começaram uma turnê pela Ásia e Canadá. Também se tornaram-se um dos artistas estreantes de maior sucesso no mundo, colecionando prêmios como Durchstarter (Melhores Iniciantes) e no Viva Comet Awards da Alemanha, em 1996.
"Anywhere for You" foi lançado como o último single, em 17 de fevereiro de 1997. "Quit Playing Games (with My Heart)", originalmente lançado na Europa como seu quarto single em outubro de 1996, foi lançado nos Estados Unidos em maio de 1997 para seu álbum de estreia autointitulado nos Estados Unidos, Backstreet Boys (1997). Alcançou a 4ª posição na Billboard Hot 100, eventualmente ganhando um prêmio de platina por vender mais de um milhão de cópias.
A faixa "Boys Will Be Boys" faz parte da trilha sonora dos filmes "O Professor Aloprado" e "Kazaam", ambos de 1996. "I Wanna Be With You" aparece no filme Casper: A Spirited Beginning.

## Lista de faixas
Créditos adaptados do site AllMusic.
| Edição Standard |                                      |                                          |         |  |
| N.º             | Título                               | Compositor(es)                           | Duração |  |
| 1.              | "We've Got It Goin' On"              | Denniz PoP, Max Martin, Herbie Crichlow  | 3:41    |  |
| 2.              | "Anywhere for You"                   | Gary Baker, Wayne Perry                  | 4:42    |  |
| 3.              | "Get Down (You're the One for Me)"   | Bulent Aris, Toni Cottura                | 3:52    |  |
| 4.              | "I'll Never Break Your Heart"        | Manno, Wilde                             | 4:48    |  |
| 5.              | "Quit Playing Games (With My Heart)" | Max Martin, Herbie Crichlow              | 3:53    |  |
| 6.              | "Boys Will Be Boys"                  | Renn, Skinner                            | 4:05    |  |
| 7.              | "Just to Be Close to You"            | Grant, Gray                              | 4:49    |  |
| 8.              | "I Wanna Be With You"                | Denniz PoP, Max Martin                   | 4:05    |  |
| 9.              | "Every Time I Close My Eyes"         | White                                    | 3:55    |  |
| 10.             | "Darlin"                             | Allen, Morton                            | 5:32    |  |
| 11.             | "Let's Have a Party"                 | Galbreth, Gamble, Huff, McPherson        | 3:50    |  |
| 12.             | "Roll With It"                       | Renn, Skinner                            | 4:41    |  |
| 13.             | "Nobody But You"                     | Denniz PoP, Max Martin, Herbert Crichlow | 3:03    |  |
| Duração total:  | Duração total:                       | Duração total:                           | 55:01   |  |

| Australian Collector's Edition (Austrália) |                                                                                       |                                         |         |  |
| N.º                                        | Título                                                                                | Compositor(es)                          | Duração |  |
| 14.                                        | "I'll Never Break Your Heart" (European Radio Edit)                                   | Manno, Wilde                            | 4:25    |  |
| 15.                                        | "Album Medley (Anywhere For You/I'll Never Break Your Heart/Just to Be Close to You)" |                                         | 4:12    |  |
| 16.                                        | "Quit Playin' Games (With My Heart)" (Acoustic Version)                               | Max Martin, Herbie Crichlow             | 3:58    |  |
| 17.                                        | "We've Got It Goin' On" (Markus' Deadly Vocal Hot Mix)                                | Denniz PoP, Max Martin, Herbie Crichlow | 6:39    |  |
| 18.                                        | "Don't Leave Me"                                                                      |                                         | 4:22    |  |

| Edição Européia/Edição Especial Holandesa |                                            |                                         |         |  |
| N.º                                       | Título                                     | Compositor(es)                          | Duração |  |
| 14.                                       | "Don't Leave Me"                           |                                         | 4:22    |  |
| 15.                                       | "We've Got It Goin' On" (Marcus Radio Mix) | Denniz PoP, Max Martin, Herbie Crichlow | 4:32    |  |
| 16.                                       | "I Wanna Be With You" (Amadin's Club Mix)  | Denniz PoP, Max Martin                  | 5:24    |  |

| Edição Especial Britânica/Edição Japonesa |                      |                |         |  |
| N.º                                       | Título               | Compositor(es) | Duração |  |
| 14.                                       | "Don't Leave Me"     |                | 4:22    |  |
| 15.                                       | "Give Me Your Heart" |                | 5:08    |  |
| 16.                                       | "Lay Down Beside Me" |                | 5:26    |  |

| Edição Espanhola/Latino Americana |                        |                |                                                      |         |  |
| N.º                               | Título                 | Compositor(es) | Notas                                                | Duração |  |
| 14.                               | "Donde Quieras Yo Iré" |                | Versão em espanhol de "Anywhere For You".            | 4:50    |  |
| 15.                               | "Nunca Te Haré Llorar" |                | Versão em espanhol de "I'll Never Break Your Heart". | 4:35    |  |

| Edição Canadense |                                      |                                          |         |  |
| N.º              | Título                               | Compositor(es)                           | Duração |  |
| 1.               | "We've Got It Goin' On""             | Denniz PoP, Max Martin, Herbert Crichlow | 3:41    |  |
| 2.               | "Get Down (You're the One for Me)"   | Aris, Toni Cottura                       | 3:52    |  |
| 3.               | "I'll Never Break Your Heart"        | Manno, Wilde                             | 4:48    |  |
| 4.               | "Quit Playing Games (With My Heart)" | Max Martin, Herbert Crichlow             | 3:53    |  |
| 5.               | "Boys Will Be Boys"                  | Renn, Skinner                            | 4:05    |  |
| 6.               | "Just to Be Close to You"            | Grant, Gray                              | 4:49    |  |
| 7.               | "I Wanna Be With You"                | Denniz PoP, Max Martin                   | 4:05    |  |
| 8.               | "Every Time I Close My Eyes"         | White                                    | 3:55    |  |
| 9.               | "Darlin"                             | Allen, Morton                            | 5:32    |  |
| 10.              | "Roll With It"                       | Renn, Skinner                            | 4:41    |  |
| 11.              | "Enhanced Section"                   |                                          |         |  |
| Duração total:   | Duração total:                       | Duração total:                           | 40:81   |  |

## Tabelas
| Tabela musical (1996–1997)            | Melhor posição |
| ------------------------------------- | -------------- |
| Austrália (ARIA)                      | 6              |
| Áustria (Ö3 Austria Top 40)           | 1              |
| Bélgica (Ultratop Flandres)           | 6              |
| Bélgica (Ultratop Valônia)            | 8              |
| Canadá (Billboard)                    | 1              |
| Dinamarca (Hitlisten)                 | 4              |
| Países Baixos (Dutch Charts)          | 7              |
| European Top 100 Albums               | 7              |
| Finlândia (Suomen virallinen lista)   | 5              |
| Alemanha (Offizielle Deutsche Charts) | 1              |
| Hungria (MAHASZ)                      | 1              |
| Icelandic Albums (Tonlist)            | 2              |
| Irish Albums (IRMA)                   | 29             |
| Itália (FIMI)                         | 10             |
| Japão (Oricon)                        | 54             |
| Malaysian Albums (IFPI)               | 1              |
| Nova Zelândia (RMNZ)                  | 15             |
| Noruega (VG-lista)                    | 19             |
| Portugal (AFP)                        | 2              |
| Escócia (Official Scottish Albums)    | 23             |
| Espanha (PROMUSICAE)                  | 2              |
| Suécia (Sverigetopplistan)            | 7              |
| Suíça (Schweizer Hitparade)           | 1              |
| Taiwanese Albums (IFPI)               | 1              |
| Reino Unido (UK Albums Chart)         | 12             |
| Zimbabwean Albums (ZIMA)              | 3              |

| Tabela musical (1996)    | Posição |
| ------------------------ | ------- |
| German Albums Chart      | 5       |
| Tabela musical (1997)    | Posição |
| Australian Albums (ARIA) | 68      |
| German Albums Chart      | 21      |
| Tabela musical (1998)    | Posição |
| Australian Albums (ARIA) | 55      |

## Certificações e vendas
| Região                                                                                             | Certificação | Vendas     |
| -------------------------------------------------------------------------------------------------- | ------------ | ---------- |
| Alemanha (BVMI)                                                                                    | Platina      | 500,000^   |
| Argentina (CAPIF)                                                                                  | Platina      | 180,000^   |
| Austrália (ARIA)                                                                                   | Platina      | 70,000^    |
| Áustria (IFPI Áustria)                                                                             | 3× Platina   | 150,000*   |
| Bélgica (BEA)                                                                                      | Platina      | 50,000*    |
| Brasil (Pro-Música Brasil)                                                                         | Platina      | 250,000*   |
| Canadá (Music Canada)                                                                              | Diamante     | 1,000,000^ |
| Dinamarca (IFPI Dinamarca)                                                                         | Platina      | 50,000^    |
| Espanha (PROMUSICAE)                                                                               | 4× Platina   | 400,000^   |
| Finlândia (IFPI Finlândia)                                                                         | Ouro         | 26,930     |
| França (SNEP)                                                                                      | Ouro         | 100,000*   |
| Hong Kong (IFPI Hong Kong Group)                                                                   | Platina      | 20,000*    |
| Japão (RIAJ)                                                                                       | Ouro         | 100,000^   |
| México (AMPROFON)                                                                                  | Ouro         | 100,000^   |
| Nova Zelândia (RMNZ)                                                                               | Platina      | 15,000^    |
| Países Baixos (NVPI)                                                                               | 2× Platina   | 200,000^   |
| Polônia (ZPAV)                                                                                     | Platina      | 100,000*   |
| Reino Unido (BPI)                                                                                  | Ouro         | 100,000^   |
| Suécia (GLF)                                                                                       | Platina      | 100,000^   |
| Suíça (IFPI Suíça)                                                                                 | 3× Platina   | 150,000^   |
| Resumos                                                                                            |              |            |
| Europa (IFPI)                                                                                      | 3× Platina   | 3,000,000* |
| *números de vendas baseados somente na certificação ^distribuições baseadas apenas na certificação |              |            |